# Nuevo México (Zapopan)
Nuevo México es un barrio de la ciudad de Zapopan. Cuenta con 42.246 habitantes según datos proporcionados por el Instituto Nacional de Estadística y Geografía (INEGI) en el año 2005. Como el resto del municipio de Zapopan: pertenece a la Zona Metropolitana de Guadalajara.

## Localización
Se localiza en la parte noreste de la cabecera municipal (20°45′28″N 103°26′03″O / 20.75778, -103.43417) a 1.600 m s. n. m., cerca de otras  localidades del municipio como Valle Real y la Base Aérea Militar n.º 5 (BAM 5).

## Demografía
La localidad paso de 51 habitantes en 1960 a su población actual de más de 42 mil habitantes, el incremento de la población en la localidad se debe al crecimiento de la cabecera municipal que en los últimos 50 años ha ido absorbiendo las localidades aledañas, por ello Nuevo México es una de las regiones del municipio con mayor crecimiento.
| Dato            | Año  | Año  | Año   | Año    | Año    | Año    | Año    |
| Dato            | 1960 | 1970 | 1980  | 1990   | 1995   | 2000   | 2005   |
| --------------- | ---- | ---- | ----- | ------ | ------ | ------ | ------ |
| Hombres         | 29   | ?    | 564   | 5.982  | 10.835 | 13.343 | 20.944 |
| Mujeres         | 22   | ?    | 582   | 6.015  | 10.798 | 13.391 | 21.302 |
| Población total | 51   | 890  | 1.146 | 11.997 | 21.633 | 26.734 | 42.246 |